# Ocàlea
Ocàlea (en grec, Ωκαλέα) és el nom d'una antiga ciutat grega de Beòcia, que va ser esmentada per Homer al Catàleg de les naus de la Ilíada. És definida com a d'altes torres en l'himne homèric a Apol·lo. Se'n desconeix la ubicació exacta: Estrabó la situava a mig camí entre Haliart i Alalcomen, a 30 estadis de cadascuna, on passava un rierol del mateix nom i assenyala que alguns consideraven que, juntament amb Medeon, Ocàlea pertanyia al territori d'Haliart. Segons una tradició de la mitologia grega, després de la mort d'Amfitrió, Alcmena es va casar amb Radamantis i tots dos van viure a Ocàlea.